# Drew Busby
Andrew Douglas Busby (8 de diciembre de 1947 - 1 de julio de 2022) fue un futbolista escocés.

## Carrera profesional
Busby comenzó su carrera senior en Third Lanark pero el club cerró en 1967 al final de su primera temporada. Drew anotó el último gol de Thirds en la derrota por 5-1 en Boghead contra Dumbarton el 28 de abril. Sin el club, bajó al nivel Junior durante tres temporadas, jugando para su equipo local Vale of Leven.
Busby regresó al juego senior en 1970 con Airdrieonians. Conocido por su sólido estilo de juego, formó una formidable pareja de ataque con Drew Jarvie y anotó 43 goles en 93 partidos de liga. Con Airdrie enfrentándose al descenso en 1973, el manager de los Hearts, Bobby Seith, intervino para fichar a Busby por una tarifa de £ 35,000. En seis temporadas en Tynecastle, Busby anotó 84 goles en todas las competiciones, jugó en la final de la Copa de Escocia de 1976 y fue popular entre el apoyo de los Hearts. Sin embargo el descenso por segunda vez en tres temporadas obligó al club a reducir costos y Busby fue liberado al final de la campaña 1978-1979.
Después de dos temporadas en la NASL con el naciente Toronto Blizzard, Busby regresó a Escocia y se unió a Morton (anotando en su debut en la liga para el club Greenock) antes de convertirse en jugador-entrenador del club Queen of the South de Dumfries en 1982. Después de dos temporadas con poco éxito, Busby se retiró en 1984. Los exjugadores Ted McMinn, Jimmy Robertson y George Cloy fueron entrevistados posteriormente por el club y hablaron bien de Busby. Crawford Boyd citó una diferencia de opinión con Busby detrás de su propia salida de Queens.
Busby era el propietario del Waverley Bar en Dumbarton. Publicó una autobiografía en julio de 2013, The Drew Busby Story.  En mayo de 2014 fue incluido en el Salón de la Fama de Airdrieonians en la cena anual de premios al Jugador del Año.
Busby murió el 1 de julio de 2022 a la edad de 74 años.